# Donou Kokou
Niasidji Donou Kokou (ur. 24 kwietnia 1991 w Tsévié) – piłkarz togijski grający na pozycji prawego obrońcy. Od 2021 jest zawodnikiem klubu Espoir FC de Tsévié.

## Kariera klubowa
Swoją karierę piłkarską Kokou rozpoczął w klubie Maranatha FC. W 2010 roku zadebiutował w jego barwach w togijskiej Première Division. Następnie grał w takich klubach jak: AC Semassi FC (2015), Enugu Ranger (2016), ponownie AC Semassi FC (2016-2019), Ifodje Atakpamé (2019) i Gbohloesu des Lacs. W 2021 przeszedł do Espoir FC de Tsévié.

## Kariera reprezentacyjna
W reprezentacji Togo Kokou zadebiutował w 2011 roku. W 2013 roku został powołany do kadry Togo na Puchar Narodów Afryki 2013.